# Effraie d'Amérique
Tyto furcata
Espèce
L’Effraie d'Amérique (Tyto furcata) est une espèce d'oiseaux de la famille des Tytonidae. Elle a récemment été séparée de l'Effraie des clochers (Tyto alba) et de l'Effraie d'Hispaniola (Tyto glaucops).

## Répartition et sous-espèces
Selon la classification de référence du Congrès ornithologique international (15.1, 2025) elle se répartit en dix sous-espèces (ordre philogénique) :
- T. f. pratincola (Bonaparte, 1838) — Amérique du Nord, Bermudes, Bahamas et Hispaniola ;
- T. f. guatemalae (Ridgway, 1874) — de l'ouest du Guatemala au nord de la Colombie ;
- T. f. bondi Parkes & Phillips, AR, 1978 — îles de la Baie ;
- T. f. niveicauda Parkes & Phillips, AR, 1978 — île de la Jeunesse ;
- T. f. furcata (Temminck, 1827) — Cuba, îles Caïmans et Jamaïque ;
- T. f. bargei (Hartet, 1892) — îles Sous-le-Vent (Antilles) ;
- T. f. contempta (Hartert, 1898) — de l'ouest du Venezuela au Pérou ;
- T. f. hellmayri Griscom & Greenway, 1937 — bouclier guyanais ;
- T. f. tuidara (Gray, JE, 1828) — de fleuve Amazone à la Terre de Feu ;
- T. f. punctatissima (Gould & Gray, GR, 1838) — îles Galápagos.

## Classification
Le nom valide complet (avec auteur) de ce taxon est Tyto furcata (Temminck, 1827).
L'espèce a été initialement classée dans le genre Strix sous le protonyme Strix furcata (Temminck, 1827).
Ce taxon porte en français le nom vernaculaire ou normalisé suivant : Effraie d'Amérique.